# Éleu-dit-Leauwette
Éleu-dit-Leauwette (prononcer [elø di lowɛt]) est une commune française située dans le département du Pas-de-Calais en région Hauts-de-France. Ses habitants sont appelés les Éleusiens.
La commune fait partie de la communauté d'agglomération de Lens-Liévin qui regroupe 36 communes et compte 242 587 habitants en 2021.
La Compagnie des mines de Lens y ouvre en 1859 une avaleresse dite d'Éleu, qu'elle abandonne la même année à la profondeur de 21 mètres. La Compagnie des mines de Liévin y ouvre sa fosse no 3 - 3 bis à partir de 1872, un puits no 3 ter est ajouté sur le carreau en 1904. La fosse ferme en 1970.

## Géographie

### Localisation
Localisée dans le sud-est du département du Pas-de-Calais dans la plaine de Lens ou Gohelle, Éleu-dit-Leauwette est une commune du bassin minier du Nord-Pas-de-Calais limitrophe, au nord, de la commune de Lens (chef-lieu d'arrondissement).
Le territoire de la commune est limitrophe de ceux de trois communes.
Les communes limitrophes sont  Avion, Lens et Liévin.

### Géologie et relief
La superficie de la commune est de 1,17 km2 ; son altitude varie de 31  à   66 m.

### Hydrographie
Le territoire de la commune est situé dans le bassin Artois-Picardie.
La commune est traversée par la Souchez, un cours d'eau naturel et un canal de 13,6 km, qui prend sa source dans la commune d'Ablain-Saint-Nazaire et se jette dans le  canal de Lens au niveau de la commune de Lens.

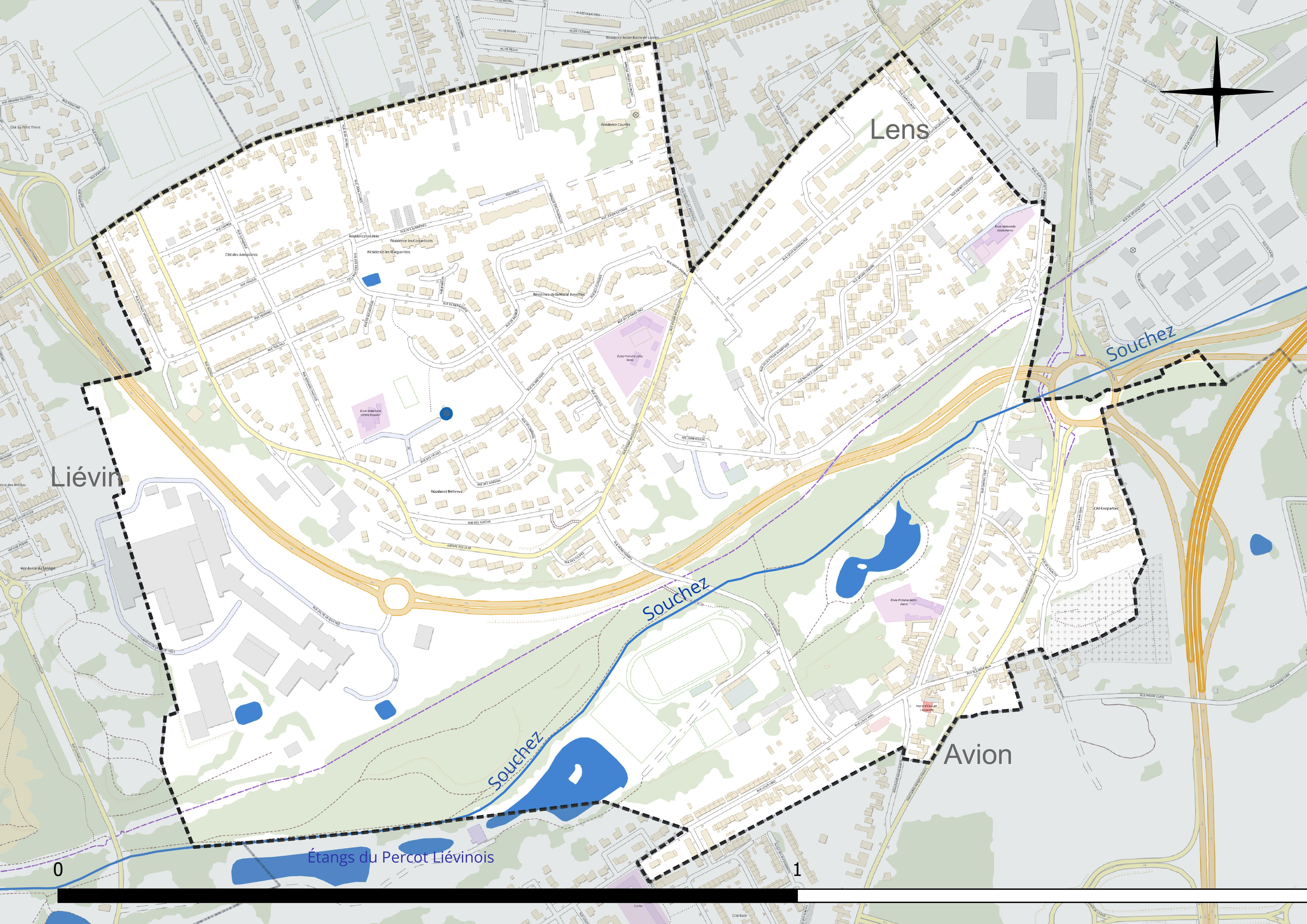
Réseau hydrographique d'Éleu-dit-Leauwette.

### Climat
Pour des articles plus généraux, voir Climat des Hauts-de-France et Climat du Pas-de-Calais.
En 2010, le climat de la commune est de type climat océanique dégradé des plaines du Centre et du Nord, selon une étude du CNRS s'appuyant sur une série de données couvrant la période 1971-2000. En 2020, Météo-France publie une typologie des climats de la France métropolitaine dans laquelle la commune est exposée à un climat océanique et est dans la région climatique Nord-est du bassin Parisien, caractérisée par un ensoleillement médiocre, une pluviométrie moyenne régulièrement répartie au cours de l’année et un hiver froid (3 °C).
Pour la période 1971-2000, la température annuelle moyenne est de 10,4 °C, avec une amplitude thermique annuelle de 14,4 °C. Le cumul annuel moyen de précipitations est de 731 mm, avec 11,8 jours de précipitations en janvier et 9 jours en juillet. Pour la période 1991-2020, la température moyenne annuelle observée sur la station météorologique la plus proche, située sur la commune de Douai à 20 km à vol d'oiseau, est de 11,0 °C et le cumul annuel moyen de précipitations est de 729,2 mm,. Pour l'avenir, les paramètres climatiques de la commune estimés pour 2050 selon différents scénarios d'émission de gaz à effet de serre sont consultables sur un site dédié publié par Météo-France en novembre 2022.

### Milieux naturels et biodiversité

#### Espèces faunistiques et floristiques
Le site de l’Inventaire national du patrimoine naturel (INPN) recense 190 espèces faunistiques et floristiques sur le territoire de la commune dont 21 protégées et 5 taxons (espèces et sous-espèces) menacées et quasi-menacées.

## Urbanisme

### Typologie
Au 1er janvier 2024, Éleu-dit-Leauwette est catégorisée grand centre urbain, selon la nouvelle grille communale de densité à sept niveaux définie par l'Insee en 2022.
Elle appartient à l'unité urbaine de Douai-Lens, une agglomération inter-départementale regroupant 67  communes, dont elle est une commune de la banlieue,,. Par ailleurs la commune fait partie de l'aire d'attraction de Lens - Liévin, dont elle est une commune du pôle principal,. Cette aire, qui regroupe 50 communes, est catégorisée dans les aires de 200 000 à moins de 700 000 habitants,.

### Occupation des sols
L'occupation des sols de la commune, telle qu'elle ressort de la base de données européenne d’occupation biophysique des sols Corine Land Cover (CLC), est marquée par l'importance des territoires artificialisés (82,7 % en 2018), en augmentation par rapport à 1990 (79,3 %). La répartition détaillée en 2018 est la suivante : 
zones urbanisées (66,7 %), zones agricoles hétérogènes (17,3 %), zones industrielles ou commerciales et réseaux de communication (15,4 %), espaces verts artificialisés, non agricoles (0,6 %). L'évolution de l’occupation des sols de la commune et de ses infrastructures peut être observée sur les différentes représentations cartographiques du territoire : la carte de Cassini (XVIIIe siècle), la carte d'état-major (1820-1866) et les cartes ou photos aériennes de l'IGN pour la période actuelle (1950 à aujourd'hui).

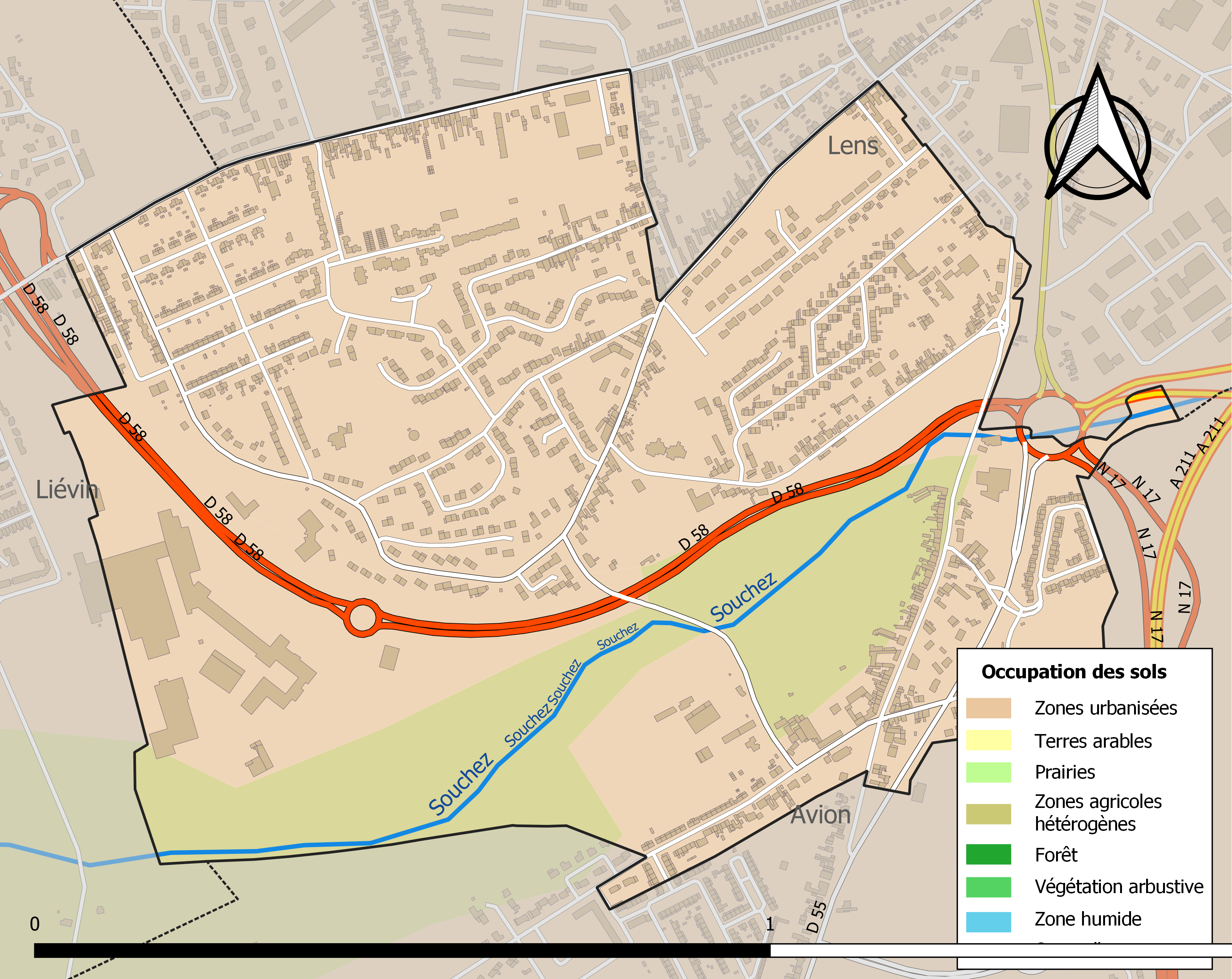
Carte des infrastructures et de l'occupation des sols de la commune en 2018 (CLC).

### Voies de communication et transports

#### Voies de communication
La commune est desservie par les routes départementales D 55 et D 58, appelée rocade sud de Lens, et est située à 4 km de la sortie no 6 de l'autoroute A 26, aussi appelé autoroute des Anglais, reliant Calais à Troyes.

#### Transport ferroviaire
La commune se trouve à 2 km, à l'ouest, de la gare de Lens, située sur la ligne d'Arras à Dunkerque-Locale, desservie par des TGV inOui et des trains régionaux du réseau TER Hauts-de-France.

## Toponymie
Le nom de la localité est attesté sous les formes Ailoex en 1070 ; Alois en 1109 ; Ailois en 1115 ; Ailues en 1119 ; Ailoes en 1140 ; Aylos en 1170 ; Aloz en 1171 ; Ailos en 1173 ; Alues, 1173 ; Aluez en 1174 ; Ailuues en 1218 ; Elues en 1250 ; Heilues en 1252 ; Aillues en 1330 ; Eiloes en 1336 ; Eiloes en 1339 ; Aielloes au XVIe siècle ; Leauvette en 1663 ; Esleu-dit-Leauette en 1720 ; Esleuz-l'Eauette en 1739, Eleu dit Leauwette en 1793 ; Eleu et Éleu-dit-Leauwette depuis 1801.
Nom qui oriente vers une étymologie selon le francique alod, « alleu ».
En 1663 apparait l’autre nom de la commune sous la forme Leauvette. Il s’agit en réalité du nom d’un simple hameau noté Lowaige en 1187.

## Histoire

### Circonscriptions de l'Ancien Régime
Sous l'Ancien Régime, Éleu-dit-Leauwette, en 1789, faisait partie du bailliage de Lens et suivait la coutume d'Artois.
Son église paroissiale relevait du diocèse d'Arras, doyenné d'Hénin-Liétard, district d'Arleux-on-GohelIe.

### Première Guerre mondiale
Après la Première Guerre mondiale, le village est considéré comme détruit à la fin de la guerre et est décoré de la croix de guerre 1914-1918, le 23 septembre 1920, distinction également attribuée à 276 autres communes du Pas-de-Calais,.

## Politique et administration

### Découpage territorial
La commune se trouve depuis 1962 dans l'arrondissement de Lens du département du Pas-de-Calais. Auparavant, depuis 1801, elle se trouvait dans l'arrondissement d'Arras.

#### Commune et intercommunalités
La commune est membre de la communauté d'agglomération de Lens-Liévin, dite Communaupole, créée en 2000.

#### Circonscriptions administratives
Pour les élections départementales, la commune fait partie depuis 2014 du canton de Liévin
Auparavant, la commune faisait partie de 1793 à 1962 du canton de Vimy, année où elle intègre le canton de Liévin-Nord, renommé canton de Liévin en 1975, puis est rattachée en 1982 au canton de Liévin-Sud.

#### Circonscriptions électorales
Pour l'élection des députés, elle fait partie de la douzième circonscription du Pas-de-Calais.

### Élections municipales et communautaires

#### Liste des maires
| Période      | Période       | Identité                        | Étiquette     | Qualité |
| ------------ | ------------- | ------------------------------- | ------------- | --- |
| 1790         | 1792          | Louis Platel                    |               | Fermier |
| 1792         | 1817          | Louis Pierre François Debourrez |               | Cultivateur |
| 1817         | 1835          | Louis Guilain Joseph Grard      |               | Cultivateur |
| 1836         | 1848          | Dominique Joseph Baucamps       |               | Aubergiste |
| 1848         | mai 1868      | Pierre François Virel           |               | Cultivateur |
| juin 1868    | 1870          | Hermant Joseph                  |               | Cultivateur |
| 1870         | 1908          | Louis Virel                     |               | Agriculteur |
| 1908         | 1919          | Jules Fassiaux                  |               | Porion retraité |
| 1919         | 1945          | Armand Frémy                    | SFIO puis PRS | Boulanger Conseiller général de Vimy (1925 → 1934) |
| mai 1945     | mars 1965     | Jules Bot                       |               | |
| mars 1965    | mars 1983     | Henri Somville                  |               | Agriculteur |
| mars 1983    | janvier 2000  | Gisèle Hernu-Pruvost            | PS            | Directrice d'école retraitée Démissionnaire |
| janvier 2000 | 1er juin 2025 | Bernard Pruneau                 | PS            | Retraité de la fonction publique Premier adjoint au maire (1983 → 2000) Réélu pour le mandat 2020-2026, Démissionnaire                                                                 |
| 7 juin 2025  | En cours      | Alain Bavay                     | PS            | Retraité de l'Éducation nationale Premier adjoint au maire (2020 → 2025) 2e vice-président de la CA de Lens-Liévin (2020 → ) Président du Pôle métropolitain de l'Artois (2020 → 2024) |

### Jumelages
La commune est jumelée depuis le 5 mai 1989 avec Ense, localité située au bord de la zone industrielle de la Ruhr et près de Dortmund.
| Ville | Ville | Pays | Pays      | Période              |
| ----- | ----- | ---- | --------- | -------------------- |
|       | Ense  |      | Allemagne | depuis le 5 mai 1989 |

## Équipements et services publics

### Espaces publics

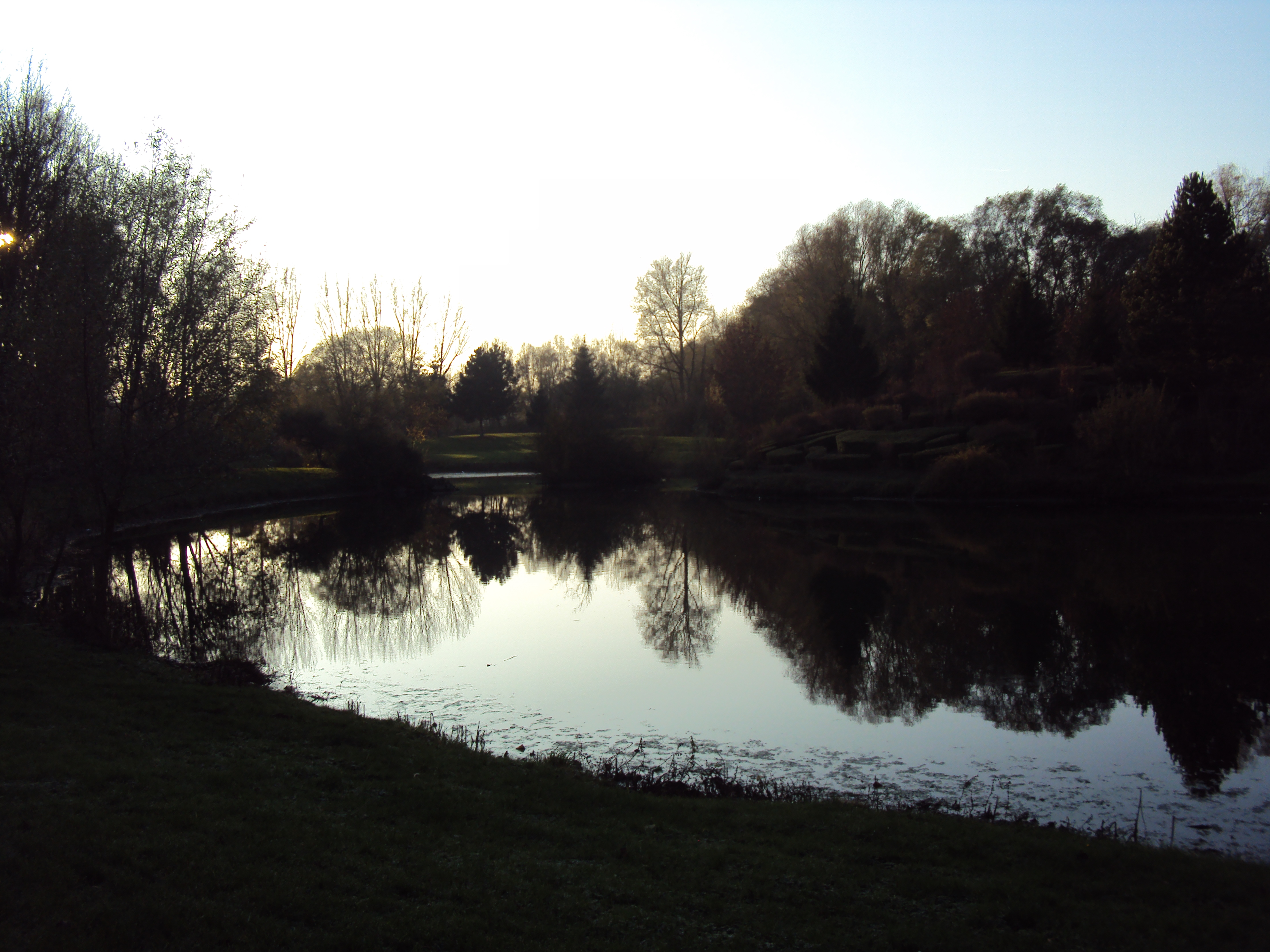
Le parc public.

La commune dispose d'un parc public : arboré et disposant d'un petit lac et d'un ruisseau.

### Enseignement
La commune administre quatre écoles publiques du primaire : Deux écoles élémentaires Jules Fassiaux et Jules Verne et deux écoles maternelles Gisèle Hernu et Hélène Boucher.
Sur le territoire de la commune se trouve également un établissement privé hors contrat, l'école primaire Notre-Dame.

### Postes et télécommunications
Depuis 2010, la commune est labellisée « Ville Internet @ ».

### Justice, sécurité, secours et défense
La commune dépend du tribunal de proximité de Lens, du conseil de prud'hommes de Lens, du tribunal judiciaire de Béthune, de la cour d'appel de Douai, du tribunal de commerce d'Arras, du tribunal administratif de Lille, de la cour administrative d'appel de Douai, du pôle nationalité du tribunal judiciaire de Béthune et du tribunal pour enfants de Béthune.

## Population et société

### Démographie
Les habitants sont appelés les Éleusiens.

#### Évolution démographique
L'évolution du nombre d'habitants est connue à travers les recensements de la population effectués dans la commune depuis 1793. Pour les communes de moins de 10 000 habitants, une enquête de recensement portant sur toute la population est réalisée tous les cinq ans, les populations de référence des années intermédiaires étant quant à elles estimées par interpolation ou extrapolation. Pour la commune, le premier recensement exhaustif entrant dans le cadre du nouveau dispositif a été réalisé en 2004.

En 2022, la commune comptait 2 815 habitants, en évolution de −4,9 % par rapport à 2016 (Pas-de-Calais : −0,72 %, France hors Mayotte : +2,11 %).
| 1793 | 1800 | 1806 | 1821 | 1831 | 1836 | 1841 | 1846 | 1851 |
| ---- | ---- | ---- | ---- | ---- | ---- | ---- | ---- | ---- |
| 51   | 52   | 62   | 71   | 66   | 64   | 62   | 60   | 49   |

| 1856 | 1861 | 1866 | 1872 | 1876 | 1881 | 1886 | 1891 | 1896 |
| ---- | ---- | ---- | ---- | ---- | ---- | ---- | ---- | ---- |
| 52   | 62   | 73   | 96   | 111  | 135  | 177  | 232  | 258  |

| 1901 | 1906 | 1911 | 1921 | 1926  | 1931  | 1936  | 1946  | 1954  |
| ---- | ---- | ---- | ---- | ----- | ----- | ----- | ----- | ----- |
| 282  | 554  | 806  | 445  | 1 568 | 2 308 | 2 100 | 2 283 | 2 260 |

| 1962  | 1968  | 1975  | 1982  | 1990  | 1999  | 2004  | 2006  | 2009  |
| ----- | ----- | ----- | ----- | ----- | ----- | ----- | ----- | ----- |
| 2 813 | 2 967 | 2 878 | 3 710 | 3 402 | 3 107 | 2 981 | 3 004 | 2 958 |

| 2014  | 2019  | 2022  | - | - | - | - | - | - |
| ----- | ----- | ----- | - | - | - | - | - | - |
| 2 862 | 2 840 | 2 815 | - | - | - | - | - | - |

#### Pyramide des âges
En 2018, le taux de personnes d'un âge inférieur à 30 ans s'élève à 35,2 %, soit en dessous de la moyenne départementale (36,7 %). À l'inverse, le taux de personnes d'âge supérieur à 60 ans est de 25,7 % la même année, alors qu'il est de 24,9 % au niveau départemental.
En 2018, la commune comptait 1 352 hommes pour 1 528 femmes, soit un taux de 53,06 % de femmes, légèrement supérieur au taux départemental (51,5 %).
Les pyramides des âges de la commune et du département s'établissent comme suit.
| Hommes | Classe d’âge | Femmes |
| ------ | ------------ | ------ |
| 0,2    | 90 ou +      | 1,4    |
| 5,7    | 75-89 ans    | 8,6    |
| 16,8   | 60-74 ans    | 18,4   |
| 21,0   | 45-59 ans    | 18,6   |
| 20,9   | 30-44 ans    | 18,2   |
| 16,2   | 15-29 ans    | 17,1   |
| 19,2   | 0-14 ans     | 17,8   |

| Hommes | Classe d’âge | Femmes |
| ------ | ------------ | ------ |
| 0,5    | 90 ou +      | 1,6    |
| 5,6    | 75-89 ans    | 8,9    |
| 16,7   | 60-74 ans    | 18,1   |
| 20,2   | 45-59 ans    | 19,2   |
| 18,9   | 30-44 ans    | 18,1   |
| 18,2   | 15-29 ans    | 16,2   |
| 19,9   | 0-14 ans     | 17,9   |

### Sports et loisirs
Sur la commune, on trouve de nombreuses associations sportives : aïkido, basket, judo, randonnée cycliste, tennis, VTT et un club de danse municipal.
La commune est traversée par l'EuroVelo 5.

### Cultes

#### Culte catholique
L'église Saint-Pierre-Saint-Paul

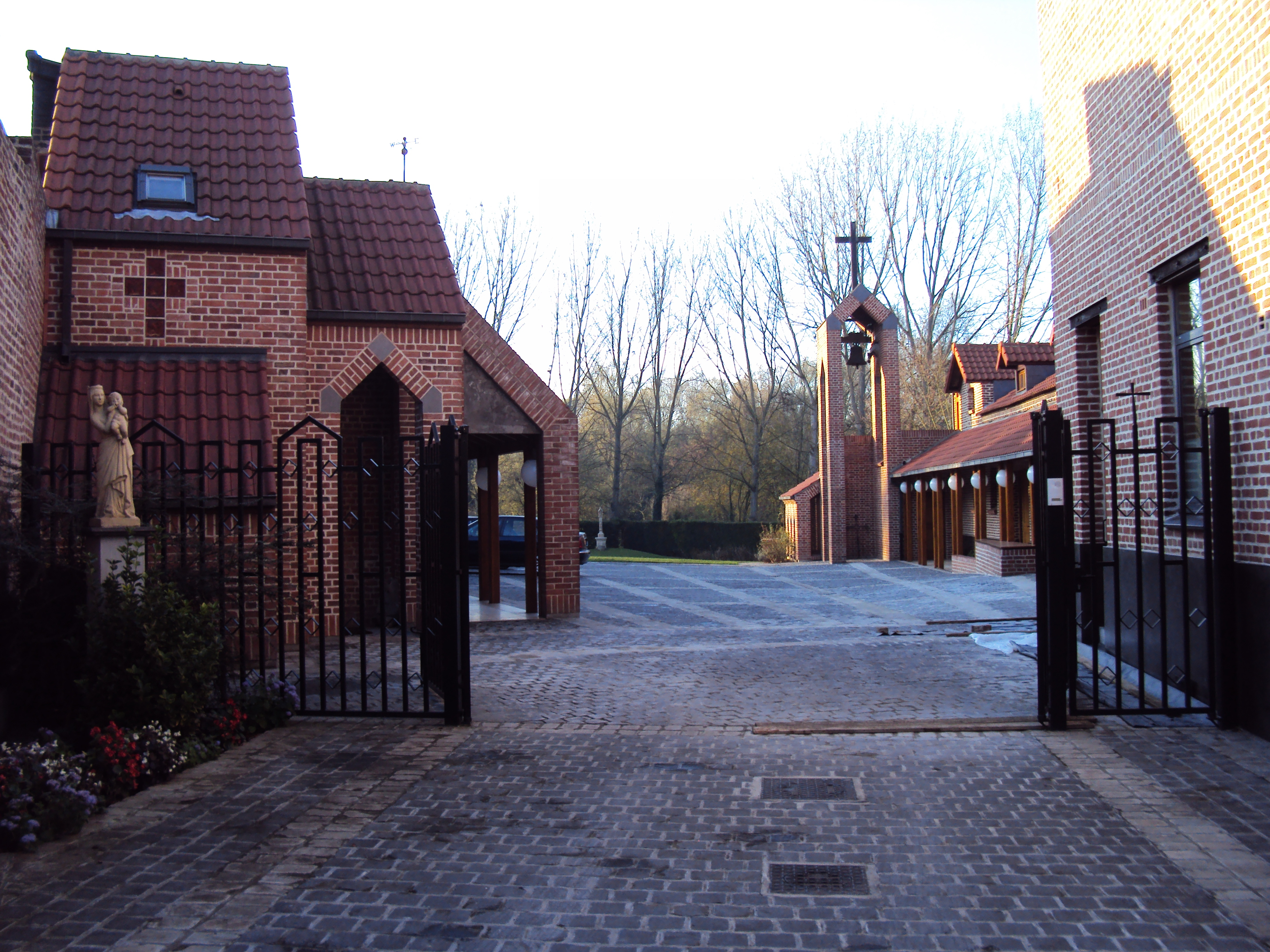
L'entrée de la Maison Notre-Dame.

Le couvent des sœurs franciscaines : aussi appelé Maison Notre-Dame, c'est une fondation, de mars 2010, issue du monastère de Saint-François-d'Assise du Trévoux. Ses offices sont menés selon le rite tridentin et la messe dominicale, ayant lieu hebdomadairement, est ouverte au public.

## Économie

### Entreprises et commerces
- La Compagnie des mines de Liévin.

## Culture locale et patrimoine

### Lieux et monuments
- L'église Saint-Pierre et Saint-Paul.
- Le monument aux morts[48].

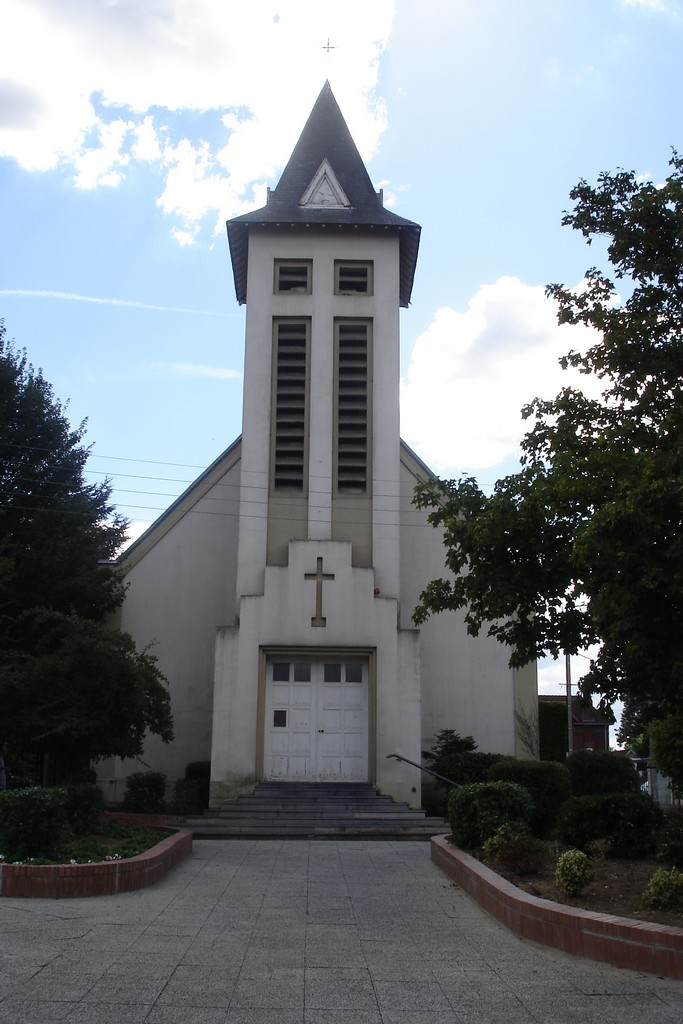
L'église.

### Héraldique
| Blason de Éleu-dit-Leauwette | Blason  | Tranché : au 1er de gueules à deux pics passés en sautoir, à la lampe brochante sommée d'un casque de mineur, le tout d'or, au 2e coupé ondé d'or au I de gueules à la gerbe de blé d'or, liée du champ, et au II d'or à trois burelles ondées d'azur; à la cotice d'or brochant sur la partition. Ornements extérieursCroix de guerre 1914-1918 |
| Blason de Éleu-dit-Leauwette | Détails | Dans ces armes adoptées en 1970, on retrouve les témoins de l'historique du lieu, le cadre naturel et les acteurs de la commune. Adopté par la municipalité. |

## Pour approfondir